# Federico Borgna
Federico Borgna (Cuneo, 19 ottobre 1973) è un politico e attivista italiano, sindaco di Cuneo dal 2012 al 2022 e presidente dell'omonima provincia dal 2014 al 2022.
È il primo cittadino non vedente nella storia della Repubblica Italiana a essere eletto alla carica di sindaco di un comune capoluogo di provincia.

## Biografia
All'età di 12 anni gli viene diagnosticata una retinite che lo conduce dapprima all'ipovisione e, entro il 2006, alla completa cecità.
Dopo il diploma di maturità scientifica, si laurea in giurisprudenza presso l'università degli Studi di Torino. A seguito di un praticantato biennale (2000-2001) in uno studio legale, intraprende la professione di promotore finanziario; parallelamente ricopre incarichi a livello regionale e nazionale in seno all'Unione italiana dei ciechi e degli ipovedenti e svolge attività di conferenziere sul tema del proprio handicap.

### Carriera politica

#### Primi incarichi
Nel 2009 assolve il suo primo incarico politico, venendo eletto consigliere comunale e nominato assessore con delega al patrimonio, bilancio, tributi e politiche sociali del comune di Bernezzo.

#### Sindaco di Cuneo
Nel 2012 si candida alle elezioni amministrative per la carica di sindaco della città di Cuneo, sostenuto da una coalizione centrista (con alcuni elementi di centro-sinistra, tra i quali il primo cittadino uscente Alberto Valmaggia, insoddisfatti della candidatura emersa dalle primarie di tale coalizione): le liste civiche Cuneo Solidale, Democratici per Cuneo, Centro e Cuneo Più e il partito dell'UDC (a sua volta presentatosi con una lista congiunta a un movimento civico).
Al primo turno del 6 maggio ottiene 10 623 voti (pari al 36,16% del totale), accedendo al ballottaggio contro il candidato di centrosinistra Pierluigi Garelli; il 21 maggio, in occasione del secondo turno, vince la consultazione con 13 910 voti (pari al 59,88%). Si tratta del primo sindaco della città di Cuneo dal 1995 a non essere eletto nell'area di centro-sinistra.
In vista del turno elettorale del 2017 Borgna si ricandida col sostegno di una coalizione maggiormente composita: alle liste civiche Cuneo Solidale Democratica, Centro per Cuneo e Crescere Insieme (che assorbe anche l'UDC) si affiancano il Partito Democratico e i Moderati. Già al primo turno dell'11 giugno i comizi elettorali lo riconfermano a capo del municipio cuneese con poco meno del 60% dei suffragi (15 400 voti individuali), mentre gli avversari non superano il 15%.

#### Presidente della Provincia di Cuneo
Il 13 ottobre 2014 viene eletto (in qualità di unico candidato) presidente della provincia di Cuneo. Si tratta del primo presidente nella storia della provincia cuneese a essere eletto a suffragio indiretto tra sindaci e consiglieri comunali, in ottemperanza alla trasformazione dell'ente provinciale in ente territoriale di secondo livello decretata dalla cosiddetta Riforma Delrio.